# Couleur directe

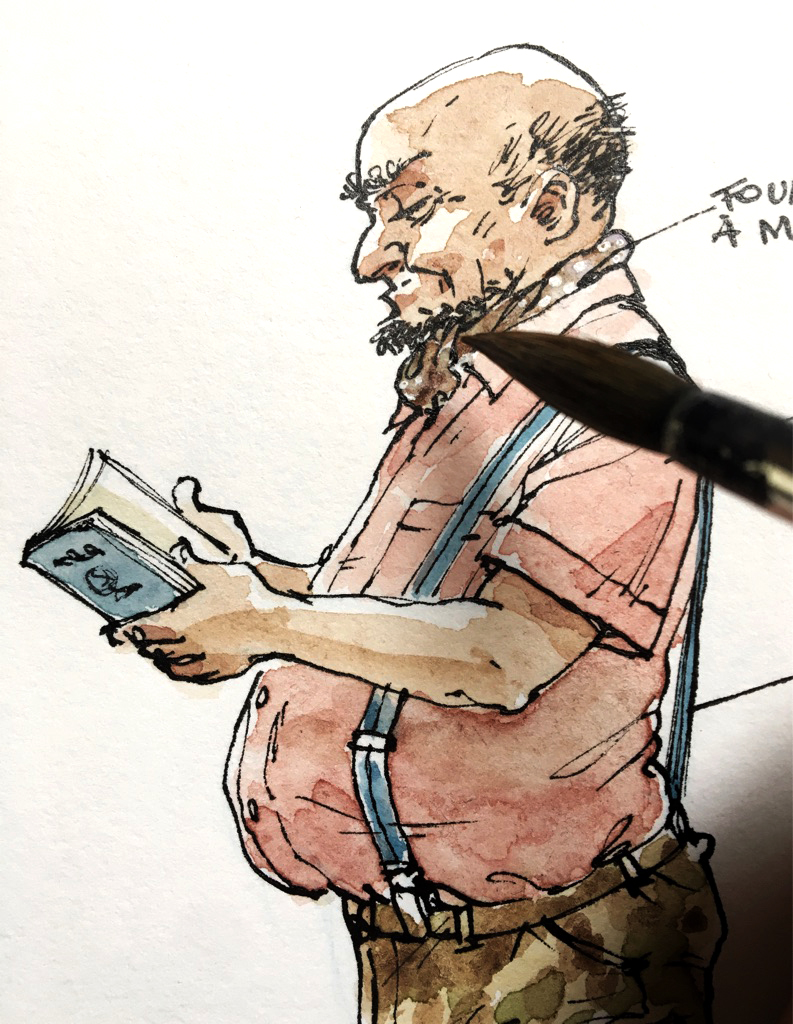
Dessin à l'aquarelle en couleur directe, par Titwane (octobre 2020).

La couleur directe est une technique de bande dessinée. C'est un procédé de mise en couleurs dans lequel la couleur et les tracés de contour au noir ne sont pas séparés : chaque planche de bande dessinée est alors un petit tableau à part entière. Il n'est pas rare que les textes des phylactères soient, tout de même, réalisés à part.
Le procédé de la couleur directe a été rendu viable par les progrès de la photogravure, de l'impression et, plus récemment, du traitement numérique des images. Ce procédé offre aux illustrateurs une très grande liberté dans le choix de leurs techniques de mise en couleur : peinture, aérographe, collages, pastel, etc.

## Chronologie
Traditionnellement, le dessinateur choisit : soit faire lui-même la couleur, comme Edgar P. Jacobs, soit confier à un tiers la mise en couleurs.
Après La bête est morte ! d'Edmond-François Calvo, des bandes dessinées en couleur directe paraissent dans les années 1950-1960 aux États-Unis et en Angleterre ; dans la sphère francophone, Paul Cuvelier et Jacques Laudy emploient ce procédé. Le premier album réalisé en couleur directe est Arzach de Mœbius (1976). Cet exemple est suivi par d'autres auteurs. Le travail des dessinateurs reflète la diversité des techniques (aquarelle, acrylique, pastel, etc.).

## Exemples
Quelques bandes dessinées en couleurs directes :
- Airborne 44 de Philippe Jarbinet
- De cape et de crocs par Jean-Luc Masbou
- Elektra: Assassin, par Bill Sienkiewicz et Frank Miller
- Les Feux d'Askell par Jean-Louis Mourier
- Jeremiah de Hermann
- Little Annie Fanny (1962), par Harvey Kurtzman (traditionnellement considéré comme le premier exemple du genre[réf. nécessaire])
- Olive par Lucy Mazel
- Shelena par René Follet
- Stray Toasters par Bill Sienkiewicz
- Terreur par René Follet
- Thorgal par Grzegorz Rosiński, du tome 29 au tome 36
- Trait de craie par Miguelanxo Prado
- De nombreuses bandes dessinées par Alex Barbier, Jean Teulé, Enki Bilal, Nicolas de Crécy, Stefano Ricci, Nicolas Dumontheuil, Dave McKean, Lucy Mazel, etc.
- Cinq couvertures gouachées en couleur directe par Hergé, dont celle de Tintin en Amérique (1932) qui a été vendue le 2 juin 2012 chez Artcurial à un particulier pour 1,33 million d'euros.

## Expositions
- 1993 : exposition « Couleur Directe, chefs-d'œuvre de la nouvelle bande-dessinée française » à l'Internationaler Comic-salon de Hambourg.